# Hermannia rigida
Hermannia rigida là một loài thực vật có hoa trong họ Cẩm quỳ. Loài này được Harv. mô tả khoa học đầu tiên.